# Jakow Wiernikow
Jakow Iljicz Wiernikow (ros. Яков Ильич Верников, ur. 31 października 1920 w Spas-Diemieńsku, zm. 30 września 1993 w Moskwie) – radziecki lotnik wojskowy i pilot doświadczalny, generał major lotnictwa, Bohater Związku Radzieckiego (1944).

## Życiorys
Urodził się w żydowskiej rodzinie. Od 1921 mieszkał w Smoleńsku, skończył 10 klas szkoły, zajmował się modelarstwem samolotowym i sportem szybowcowym w aeroklubie w Smoleńsku, w 1938 ukończył smoleński aeroklub i został w nim instruktorem. Od października 1938 służył w Armii Czerwonej, w maju 1940 ukończył wojskową lotniczą szkołę pilotów w Odessie i został skierowany do służby w lotnictwie myśliwskim na Białorusi. Od lipca 1941 uczestniczył w wojnie z Niemcami w składzie 234 pułku lotnictwa myśliwskiego na Zachodnim Froncie Obrony Przeciwlotniczej Kraju. Był pilotem, zastępcą dowódcy eskadry i dowódcą eskadry, a od kwietnia 1944 nawigatorem 147 gwardyjskiego pułku lotnictwa myśliwskiego na Froncie Nadbałtyckim w stopniu kapitana. W momencie zakończenia działań wojennych w Europie był pomocnikiem dowódcy pułku. Podczas wojny wykonał 424 loty bojowe i stoczył 68 walk powietrznych, w którym strącił osobiście 16 samolotów wroga i jeden w parze. W lutym 1946 został pilotem doświadczalnym Instytutu Lotniczo-Badawczego, w 1956 ukończył Akademię Wojskowo-Powietrzną w Monino, od lipca 1966 do 1975 był starszym pilotem doświadczalnym Specjalnego Biura Konstrukcyjnego (OKB) Iljuszyna. Przetestował m.in. pasażerski Ił-62M. Poza tym przeprowadzał próby samolotów Ił-18, Ił-38, Ił-62 i Ił-76. W 1975 ustanowił cztery światowe rekordy zdolności przewozowych Ił-76. W grudniu 1975 został zwolniony do rezerwy w stopniu generała majora. Opanował ok. 140 typów samolotów i szybowców. Od czerwca 1976 pracował w OKB Jakowlewa jako zastępca szefa i później szef kompleksu lotniczo-doświadczalnego, a od sierpnia 1985 kierowniczy inżynier testów lotniczych. W czerwcu 1988 odszedł na emeryturę. Od 1960 posiadał tytuł zasłużonego pilota doświadczalnego ZSRR, a od 1975 zasłużonego mistrza sportu ZSRR. Mieszkał w mieście Żukowskij, a pod koniec życia w Moskwie. Został pochowany w Żukowskim. W Spas-Diemieńsku postawiono poświęcony mu obelisk.

## Odznaczenia
- Złota Gwiazda Bohatera Związku Radzieckiego (18 listopada 1944)
- Order Lenina (dwukrotnie)
- Order Rewolucji Październikowej
- Order Czerwonego Sztandaru (czterokrotnie)
- Order Wojny Ojczyźnianej I klasy
- Order Czerwonego Sztandaru Pracy
- Order Czerwonej Gwiazdy

I 13 medali.